# Shenzhen Leopards
O Shenzhen Leopards é um clube profissional de basquetebol chinês sediado em Longgang, Shenzhen. A equipe disputa a divisão sul da Chinese Basketball Association .

## História
Foi fundado em 2003.

## Notáveis jogadores
- Shan Tao (2006–2007)
- Anthony Myles (2007–2009)
- Mike Harris (2007–2009)
- Malick Badiane (2008)
- Jamal Sampson (2008)
- Alexander Johnson (2009–2010)
- Chen Hsin-An (2009–2011)
- Tre Kelley (2010)
- Cedric Simmons (2010)
- Jackson Vroman (2010–2011)
- Josh Akognon (2010–2012)
- Courtney Sims (2011)
- Shavlik Randolph (2011–2012)
- Lester Hudson (2012–2013)
- Marcus Haislip (2012–2013)
- Blake Ahearn (2012–2013)
- Yu Shulong (2012–2014)
- Donté Greene (2013–2014)
- Bobby Brown (2013–)
- Ike Diogu (2014–2015)
- Dominic McGuire (2015–)